# Emilija Masłarowa
Emilija Radkowa Masłarowa, bułg. Емилия Радкова Масларова (ur. 3 lipca 1949 w Jakorudzie) – bułgarska ekonomistka, wykładowczyni akademicka i polityk, parlamentarzystka, w latach 1990–1991 minister zatrudnienia i spraw socjalnych, od 2005 do 2009 minister pracy i polityki socjalnej.

## Życiorys
W 1972 ukończył stosunki studia w wyższym instytucie ekonomicznym WII „Karl Marks”, przekształconym później w Uniwersytet Gospodarki Narodowej i Światowej. Doktoryzowała się w zakresie ekonomii w 1983 w instytucie ekonomii Bułgarskiej Akademii Nauk. Pracowała w jednostkach zajmujących się planowaniem. Pod koniec lat 80. kierowała wydziałem w ministerstwie gospodarki i planowania.
Dołączyła do postkomunistycznej Bułgarskiej Partii Socjalistycznej, brała udział w rozmowach Okrągłego Stołu. Od września 1990 do listopada 1991 pełniła funkcję ministra zatrudnienia i spraw socjalnych w rządach Andreja Łukanowa i Dimityra Popowa. Była współprzewodniczącą i przewodniczącą organizacji kobiecej DSŻ, w latach 1995–1997 kierowała agencją pomocy zagranicznej. W 1997 wybrana na posłankę do Zgromadzenia Narodowego 38. kadencji, z powodzeniem ubiegała się o reelekcję w 2001 i 2005. Od sierpnia 2005 do lipca 2009 była ministrem  pracy i polityki socjalnej w gabinecie Sergeja Staniszewa. W 2009 kolejny raz uzyskała mandat deputowanej, który sprawowała do końca 41. kadencji w 2013.
W 2009 wszczęto przeciwko niej postępowanie karne w sprawie o defraudację. W 2015 została uniewinniona przez sąd pierwszej instancji. W 2017 sąd apelacyjny uchylił wyrok i sprawę zwrócił prokuratorowi z uwagi na błędy w postępowaniu. W 2019 Europejski Trybunał Praw Człowieka zasądził na jej rzecz odszkodowanie za naruszenie praw procesowych.
W 2010 zajęła się też ponownie działalnością dydaktyczną jako wykładowczyni Uniwersytetu Trackiego w Starej Zagorze, od 2015 na stanowisku profesora. W 2020 stanęła na czele BSP w Chaskowie.